# Open Water
Open Water (prt: Open Water - Em Águas Profundas; bra: Mar Aberto) é um filme estadunidense de 2003, dos gêneros drama e terror, escrito e dirigido por Chris Kentis, com roteiro baseado em história real.
Teria uma sequência em 2006, Open Water 2: Adrift.

## Sinopse
Casal de mergulhadores amadores em excursão é esquecido em alto-mar. Conforme eles percebem que o resgate não virá, a tensão aumenta, assim como os tubarões ao redor.

## Elenco
* Blanchard Ryan como Susan Watkins
- Daniel Travis como Daniel Kintner
- Saul Stein como Seth
- Michael E. Williamson como Davis
- Cristina Zenato como Linda
- John Charles como Junior
- Steve Lemme como turista